# Turpial groc
El turpial groc (Icterus nigrogularis) és un ocell de la família dels ictèrids (Icteridae).

## Hàbitat i distribució
Habita manglars i pobles de les terres baixes a la llarga de la costa del Carib de Colòmbia, nord de Veneçuela, Trinitat, nord del Brasil, Guaianes i Antilles Neerlandeses d'Aruba, Curaçao i Bonaire.